# 古キエフ山

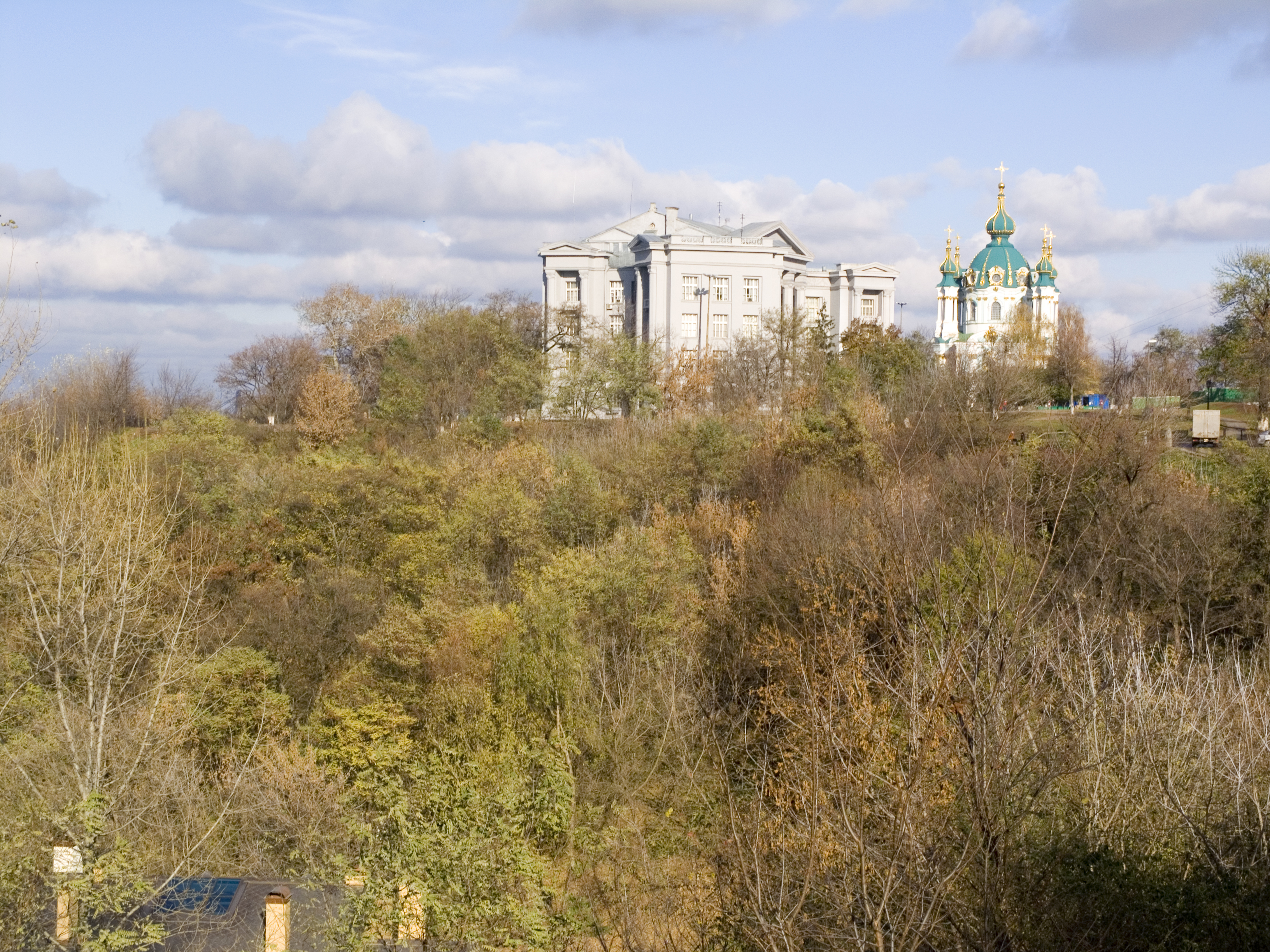
ウクライナ国立歴史博物館が立つ古キエフ山

古キエフ山（こキエフさん、ウクライナ語：Старокиївська гора、スタロキーイウシカ・ホラー）は、ウクライナの首都キエフにある歴史的地名。ドニプロ川の右岸に位置する小高くて広い丘。名称は中世キエフの中心、いわゆる「上町」（Верхнє місто）が置かれたことにちなむ。『ルーシ年代記』の伝説によれば、キーイ公爵がキエフの都市を創建した場所であるという。9世紀から13世紀前半にかけてキエフ大公国の政治的中心、大公の宮殿、貴族と聖職者の屋敷があった地域。1240年にモンゴル帝国の攻撃を受けて荒地となった。17世紀以降、ペトロー・モヒーラを始めとするキエフの統治者によって復興された。山頂には什一聖堂の跡とウクライナ国立歴史博物館がある。また、『ルーシ年代記』を引用して「ここからルーシの地の始まった」という記念碑が立つ。

## リンク
- （ウクライナ語） 「古キエフ山」『キエフ大辞典』

座標: 北緯50度27分30秒 東経30度30分58秒 / 北緯50.45833度 東経30.51611度